# 別爾博韋 (維諾吉拉季夫區)
48°7′8″N 22°54′47″E / 48.11889°N 22.91306°E
別爾博韋（烏克蘭語：Вербове），是烏克蘭西部的村莊，隸屬外喀爾巴阡州的貝雷霍韋區。該村面積9.5平方公里，海拔高度121米，2001年人口22，人口密度每平方公里2.32人。